# Metampicilină
Metampicilina este un antibiotic din clasa penicilinelor cu spectru larg, utilizat în tratamentul unor infecții bacteriene. Este un derivat al ampicilinei, un promedicament realizat cu formaldehida.